# Cornus (Frankrijk)
Cornus is een gemeente in het Franse departement Aveyron (regio Occitanie) en telt 364 inwoners (1999).

## Geografie
De oppervlakte van Cornus bedraagt 92,74 km², de bevolkingsdichtheid is 3 inwoners per km².

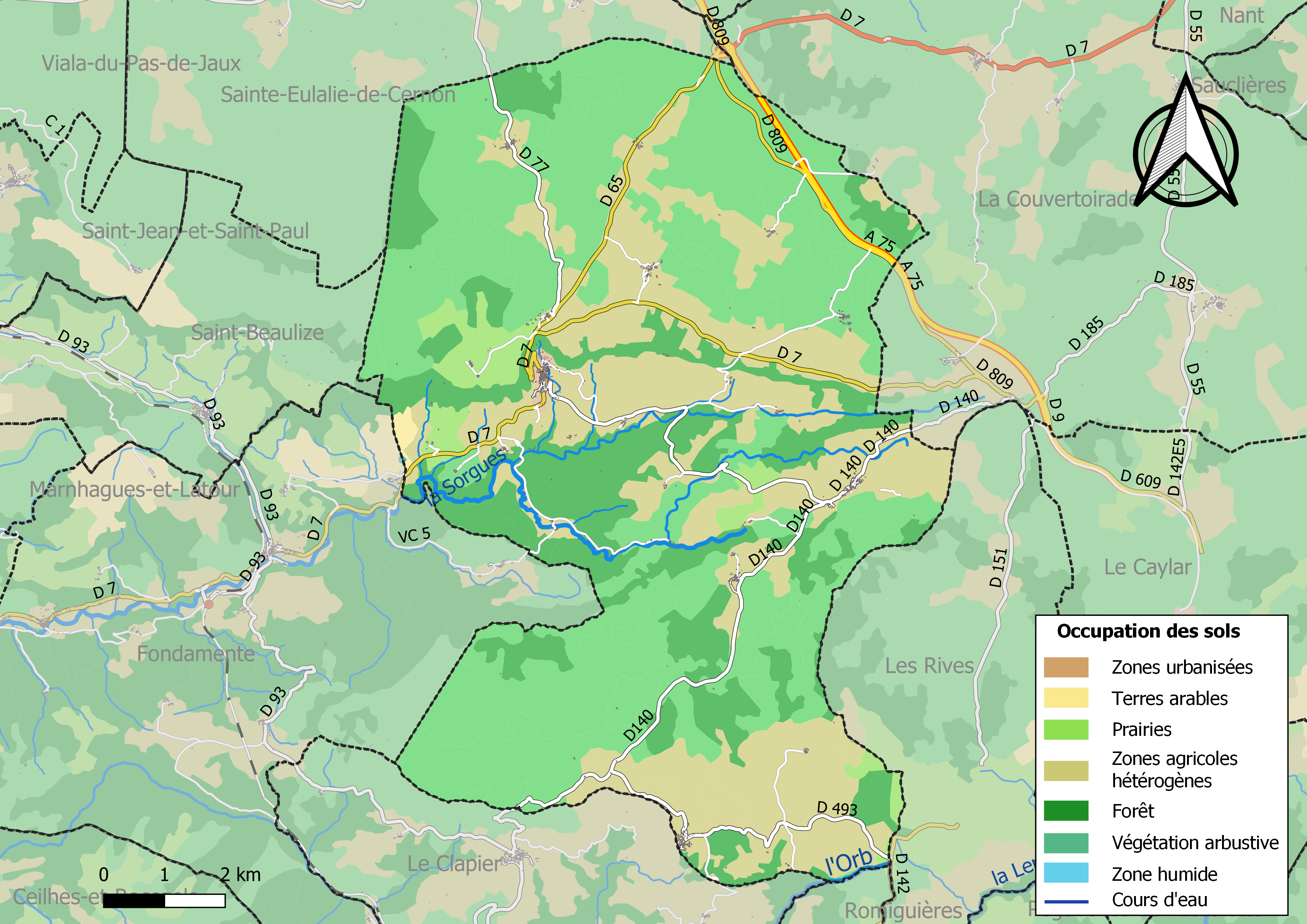
Kaart van de gemeente met de belangrijkste infrastructuur, bodemgebruik en omliggende gemeenten

## Demografie
Onderstaande figuur toont het verloop van het inwonertal (bron: INSEE-tellingen).

Vanwege een beveiligingsprobleem met de MediaWiki Graph-software is het momenteel niet mogelijk deze grafiek weer te geven. Zodra de software is bijgewerkt zal de grafiek vanzelf weer zichtbaar worden.
1. ↑  Populations de référence 2022.